# Моно-ха
Моно-ха (яп. もの派; англ. Mono-ha; букв. «Школа вещей») — художественное движение 1960-1970 годов, зародившиеся в Японии и распространившееся в Корее. Художники Моно-ха исследовали взаимодействие между природными и промышленными материалами, такими как камень, стальные пластины, стекло, лампы, хлопок, губка, бумага, дерево, проволока, веревка, кожа, масло и вода, используя их в основном в неизмененном виде. Работы сосредоточены как на взаимозависимости этих различных элементов и окружающего пространства, так и на самих материалах. 

## История
«Моно-ха» обычно переводится буквально, как «Школа вещей». Художники Моно-ха регулярно утверждают, что «Моно-ха» был термином, вызывающим пренебрежительное отношение критиков (в частности, Тэруо Фудзиэда и Тосиаки Минэмура в Bijutsu Techo — журнале в 1973 года) задолго до того, как они начали выставлять свои работы, и они не начинали как организованный коллектив. Многие из художников Моно-ха были впервые представлены в галереях Тамура и Маки в Токио, принадлежащих Нобуо (Синро) Ямагиси, который также был писателем, его архивы находятся в коллекции Национального центра искусств Токио. 
Тосиаки Минэмура объясняет в своем эссе 1986 года «Что такое моно-ха?», что с точки зрения их академического образования и интеллектуального обмена, художники моно-ха делятся на три группы:
1. «Группа Ли + Тамаби». Сюда входят Нобуо Секинэ, Кисио Суга, Синго Хонда, Кацухико Нарита и Кацуру Ёсида в отделе живописи, а также Сусуму Косимидзу на факультете скульптуры в Университете искусств Тама (он же Тамаби), а также Дзиро Такамацу и Ли У Хван, корейский художник, близкий друг Секинэ.
2. «Группа Гейдай», группа художников, лидерами которых были Кодзи Энокура и Нобору Такаяма, оба выпускники Токийского университета искусств (он же Гэйдай), а также Хироси Фудзи и Макото Хабу, которые позже были вовлечены в Моно-ха.
3. «Группа Нитидай», студенты факультета изящных искусств Университета Нихон (он же Нитидай), центральной фигурой которого был Нориюки Харагути, также известная как «Группа Йокосука»[2].

## Социально-политический контекст
Моно-ха возникла в ответ на ряд социальных, культурных и политических изменений, начавшихся в 1960-х годах. За исключением Ли У Хвана, который был на десять лет старше, большинство художников Моно-ха только начинали свою карьеру, когда произошли жестокие студенческие протесты 1968–69 годов.
В то время было много протестов против второго продления Договора о безопасности между США и Японией (известного на японском языке как Анпо) в 1970 году, обязывающего Японию оказывать материально-техническую поддержку войне США во Вьетнаме. В сочетании с требованиями о возвращении Окинавы к 1972 году и удалении ядерного оружия, базирующегося там, атмосфера протеста в тот период была симптомом растущего недоверия к намерениям Соединенных Штатов в отношении Азии и их доминирующей позиции в двусторонних отношениях с Японией. Активность «поколения Anpo» породила высокоинтеллектуальную контркультуру, которая одновременно критиковала американский «империализм» и остро осознавала свою японскую идентичность.
Художники Моно-ха обычно отрицают причастность к студенческим активистским движениям того время, хотя считается, что напряженный политический климат повлиял на их работу.

## Недавнее внимание в Соединенных Штатах
В 2012 году галерея Blum &amp; Poe представила искусство Моно-ха в США с обзорной выставкой «Реквием по солнцу: искусство Моно-ха», куратором которой была Мика Ёситакэ. В галерее также проводились персональные выставки таких художников как Ли У Хван, Кисио Сюга, Сасуму Косимису, Кодзи Энокура и Нобуо Секинэ.

## Фаза-Мать Земля
Произведение Фаза-Мать Земля Нобуо Секинэ считается первой работой движения Моно-ха. Первоначально было создано в Сума Рикю Парк в Кобе, без официального разрешения. Работа была воссоздана в 2008 и 2012 годах. Она представляла собой огромное цилиндрическое отверстие в земле – диаметром 2,2 метра и глубиной 2,7 метра, и стоящий рядом цилиндр аналогичных размеров, сделанный из извлечённого грунта.

## Члены
- Дзиро Такамацу[англ.]
- Нобуо Сэкинэ[англ.]
- Ли У Хфан
- Кисио Суга[англ.]
- Кодзи Энокура[англ.]
- Сусуму Косимидзу[англ.]
- Нобору Такаяма
- Кацухико Нарита
- Нориюки Харагути
- Кацуро Ёсида
- Кэндзи Инумаки
- Синго Хонда[англ.]